# Breviario de Aberdeen

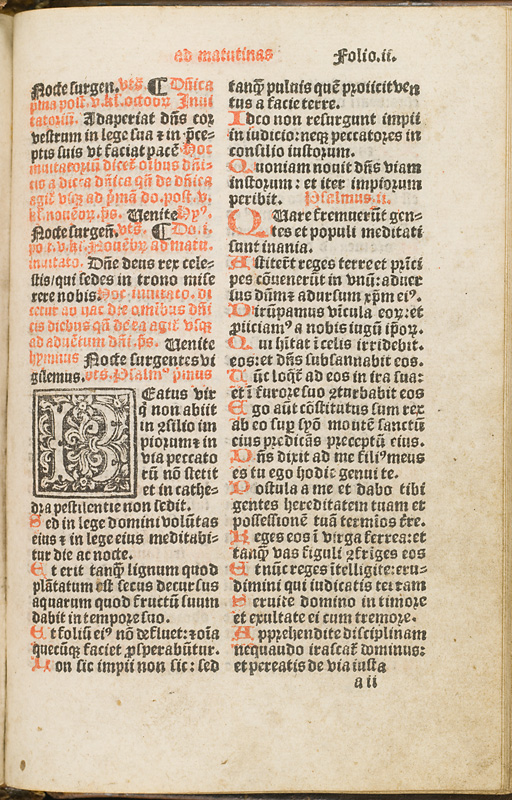
Una página del salterio del breviario de Aberdeen de 1509

El breviario de Aberdeen, en latín:Brevarium Aberdonense es un breviario católico escocés del siglo XVI . Fue el primer libro en ser impreso en Escocia.

## Origen
La creación del breviario de Aberdeen puede verse como una de las características del creciente nacionalismo e identidad escoceses de principios del siglo XVI En 1507, el rey Jaime IV , al darse cuenta de que el vigente «Breviario Sarum» , o rito, era inglés de origen, desea la impresión de una versión escocesa. Como Escocia no tenía imprenta en ese momento, los libreros Walter Chepman y Androw Myllar de Edimburgo fueron los encargados de «llevar a casa una imprenta» principalmente para ese fin.
Para crear el breviario en sí, Jaime IV buscó a William Elphinstone, obispo de Aberdeen, que había recibido el permiso del rey para establecer la Universidad de Aberdeen doce años antes. Para ayudarlo con la empresa, Elphinstone, a su vez, presionó al hombre que lo había ayudado a fundar la universidad, el filósofo e historiador escocés Hector Boece. Los dos comenzaron su trabajo en 1509, y la primera copia, producida con el tamaño de una pequeña octavilla, salió de la prensa en 1510.

## Contenido
Al igual que el Rito Sarum, que había estado en uso desde el siglo XII, el Breviario Aberdeen contenía breves vidas o biografías de los santos, así como liturgia y horas canónicas que debían ajustarse a la práctica romana y servir como el estándar de los cristianos a lo largo de todo el país. Las vidas de los santos, o biografías, en el breviario fueron escritos por Elphinstone o Boece.
Boece señaló una vez que Elphinstone reunió leyendas de santos de todas las diócesis de Escocia, incluidos héroes nacionales y santos locales. También señaló que Elphinstone dedicó tiempo al estudio de las antiguas historias escocesas, especialmente en las Islas Occidentales , donde se encuentran las «tumbas de los reyes antiguos». Además, algunos materiales, como Lessons for St. Cuthbert, provienen de los escritos de Bede. Algunos de los materiales recogidos fueron incluidos textualmente en el breviario y otros fueron reescritos.
Sin embargo, a diferencia del rito de Sarum, el trabajo de Aberdeen también contenía vidas de los santos de la nación: santos escoceses como Kentigern, Machar y Margarita de Escocia. De hecho, la historiadora Jane Geddes llegó hasta el punto de llamar al Breviario de Aberdeen una obra de patriotismo religioso, señalando los esfuerzos de Escocia del siglo XVI para establecer su propia identidad. Ella escribe que tanto Elphinstone como el rey «intentaban dirigir el interés aparentemente creciente en los cultos locales...hacia un rango de santos que identificaron como escoceses».
Además de centrarse en los santos escoceses, Elphinstone a veces «escotizó» a los santos irlandeses y continentales, uno de los más interesantes fue el oficio de un santo francés llamado Fiacro. El historiador Steve Boardman especula que Fiacro apeló a los escoceses debido a su odio desde largo hacia los ingleses, ya que el santo francés estaba asociado con la muerte del despreciado Enrique V. Parece que después de la Batalla de Agincourt,Enrique V permitió que su ejército saqueara el santuario de Fiacro, pero este lo impidió por medios sobrenaturales que los ingleses los llevaran más allá de los límites de su monasterio. Pero eso no es todo: Enrique V murió de hemorroides el 30 de agosto, día de la fiesta de san Fiacro.
Boardman señala, sin embargo, que hay algunos casos en los que Elphinstone y Boece incluyeron santos asociados con Escocia, pero presentaron lo contrario. Un ejemplo es san Constantino el Grande, para quien había lugares dedicados de culto en Escocia, en Kilchousland en Kintyre y en Govan y a quien Glasgow incluso reclamó como hijo nativo.
El breviario, que fue compuesto en latín, incluye en la parte posterior un pequeño libro de 16 páginas titulado Compassio Beate Marie, que tiene lecturas sobre las reliquias de San Andrés, el santo patrón de Escocia. Además, al final de cada volumen se encontraba el Propria Sanctorum, que contenía oraciones y lecturas para usar solo el día de la fiesta del santo en particular. Himnos, responsos, y antifonas fueron compuestos para la mayoría de los santos en varias medidas de poesía y estilos. También hay poemas, aunque, a excepción del poema para los oficios de san Fiacro, no son de alta calidad. Todos estos fueron usados como actos de adoración.

## Manuscritos existentes
Solo quedan cuatro copias del Breviario de Aberdeen: uno en la Universidad de Edimburgo; otro en la Biblioteca de la Facultad de Abogados de Edimburgo; otro en la biblioteca del King's College de Aberdeen; y otro más comprado recientemente por la Biblioteca Nacional de Escocia a la colección privada del Conde de Strathmore en Glamis, Angus.